# Ундекартутькалий
Ундекартутька́лий — бинарное неорганическое соединение, интерметаллид
калия и ртути
с формулой KHg11,
кристаллы.

## Получение
- Сплавление стехиометрических количеств чистых веществ в инертной атмосфере:

{\displaystyle {\mathsf {K+11Hg\ {\xrightarrow {270^{o}C}}\ KHg_{11}}}}

## Физические свойства
Ундекартутькалий образует кристаллы кубической сингонии, пространственная группа P m3m, параметры ячейки a = 0,96455 нм, Z = 3.
Соединение образуется по перитектической реакции при температуре ≈60 °C.